# Adriana Ceci
Adriana Ceci (Barletta, 9 dicembre 1942) è una politica italiana, esponente del Partito Comunista Italiano e del Partito Democratico della Sinistra, ex deputata della Repubblica Italiana e parlamentare europea.

## Biografia

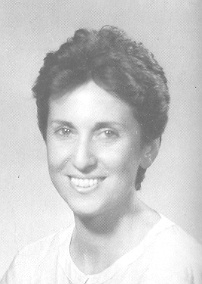
Adriana Ceci

Si laurea in Medicina e Chirurgia presso l'Università di Bari nel 1966, specializzandosi successivamente in Pediatria ed in Ematologia Clinica e di Laboratorio. Ha svolto la sua carriera universitaria presso l'Istituto di Clinica Pediatrica dell'Università di Bari, dapprima come borsista (1967-1970), poi come assistente (1970-1980) e quindi come Professore Associato di Ematologia Pediatrica. 
Viene eletta alla Camera dei deputati nel 1983 per il Partito Comunista Italiano, restando in carica per tutta la IX legislatura; è riconfermata a Montecitorio anche dopo le elezioni politiche del 1987. 
Viene poi eletta deputata europea alle elezioni del 1989 per la lista del PCI, dimettendosi così dalla Camera. A Strasburgo è vicepresidente della Delegazione per le relazioni con l'Albania, la Bulgaria e la Romania, membro della Commissione giuridica e per i diritti dei cittadini, della Delegazione per le relazioni con la Repubblica popolare cinese, della Commissione per la protezione dell'ambiente, la sanità pubblica e la tutela dei consumatori. Nel 1991 confluisce nel PDS. Conclude il mandato europarlamentare nel 1994.
Dall'ottobre 1999 è docente presso il Dipartimento di Farmacologia e Fisiologia Umana dell'Università di Bari.